# 大卫·西蒙 (作家)
大卫·猶大·西蒙（英語：David Judah Simon，1960年2月9日—）是猶太裔美国的一位作家、记者、电视剧编剧兼执行制片。

## 生平
他曾为《巴尔的摩太阳报》工作过12年。他创作的《凶杀：杀人街年记》（Homicide: A Year on the Killing Streets）以及和同艾德·伯恩斯合作的《街角：城巷一年见闻》（The Corner: A Year in the Life of an Inner-City Neighborhood）。前者成为美国全国广播公司（NBC）剧集《凶杀：街头生涯》（Homicide: Life on the Street）的蓝本，西蒙担任该剧的编剧及制片人。而西蒙同HBO合作，又将后者改编成了迷你剧《街角》。西蒙最有名的作品就是HBO电视剧《火线》，他在其中担任首席编剧、执行制片以及播出负责人长达六年之久。他还将纪实文学《杀戮世代》（Generation Kill，又译为《伊拉克战争亲历记》）改编成了同名HBO迷你剧，并为该剧担任播出负责人。